# Cratere Couperin
Couperin è un cratere d'impatto presente sulla superficie di Mercurio, a 29,74° di latitudine nord e 151,9° di longitudine ovest. Il suo diametro è pari a 80 km.
Il cratere è stato battezzato dall'Unione Astronomica Internazionale in onore del compositore francese François Couperin.